# Běljajevo (stanice metra v Moskvě)

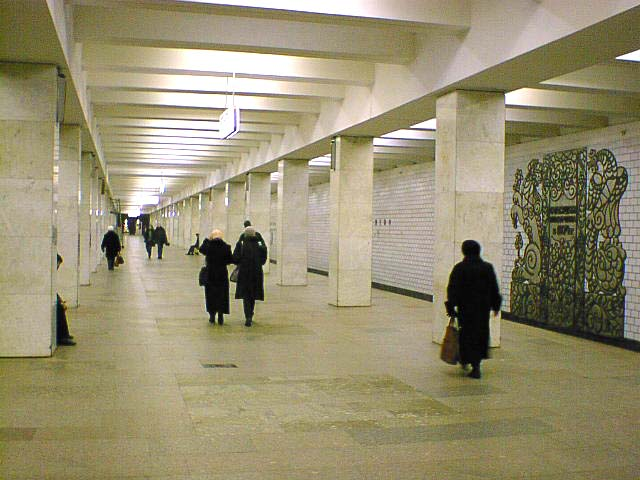
Nástupiště stanice

Běljajevo (rusky Беляево) je stanice moskevského metra. Nachází se v jižní části oranžové linky, na jihovýchodě města. Název má podle stejnojmenného rajónu.

## Charakter stanice
Běljajevo je podzemní, hloubená stanice, vybudovaná podle jednotného projektu pro stanice tohoto typu. Její ostrovní nástupiště podpírají dvě řady sloupů, ty jsou obložené bílým mramorem. Stěny za kolejištěm byly obloženy bílými dlaždicemi, na nich jsou umístěné v určitých rozestupech dekorativní kovové panely se staroruskými tématy.
Běljajevo má dva výstupy, vyvedené do mělce založených podpovrchových vestibulů, vedou pod Profsojuznou ulici a náměstí Martina Luthera Kinga. Stanici využije denně 59 800 cestujících (průzkum z roku 2002), řazena tedy může být ke středně vytíženým. Veřejnosti slouží Běljajevo od 12. srpna 1974, její projektový název je Južnaja. S tímto názvem nakonec bylo otevřena stanice jiná, na deváté lince v pozdějších letech.